# Nadio Delai

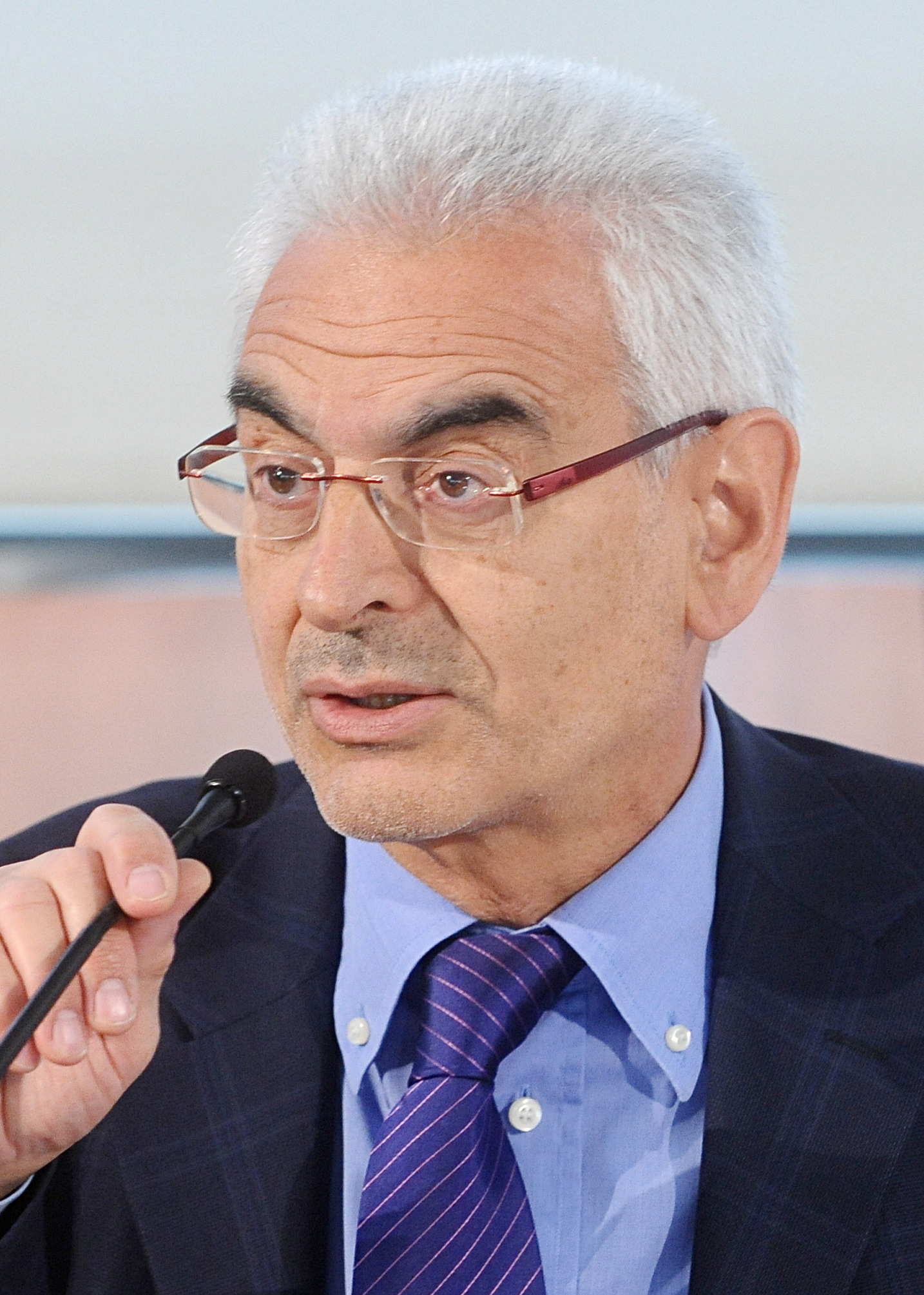
Nadio Delai al Festival dell'Economia di Trento nel 2014

Nadio Delai (Rivoli Veronese, 10 agosto 1945) è un sociologo e dirigente d'azienda italiano.

## Biografia
Laureatosi in sociologia all'Università di Trento nel 1972, dopo esperienze lavorative nell'ambito bancario e in quello dell'insegnamento si è trasferito a Roma, occupandosi per anni di ricerca socioeconomica presso la Fondazione Censis, presso cui ha lavorato dal 1972 al 1993; ne è stato anche direttore generale per 11 anni. Dopo questa esperienza prende il posto di Carlo Fuscagni, diventando il nuovo direttore di Rai 1, carica che manterrà fino al 1994. Passa quindi alle Ferrovie dello Stato dove dal 1995 al 1999 ricopre la carica di direttore della Direzione Politiche Economiche e Sociali. Parallelamente è anche amministratore delegato di Isfort (Istituto di Formazione manageriale e di Ricerca nel campo dei Trasporti) e presiede l'Istituto Trentino di Cultura (oggi Fondazione Bruno Kessler) dal 1998 al 1999. Attualmente è presidente della società Ermeneia – Studi & Strategie di Sistema, da lui fondata, che svolge attività nel campo della consulenza e della ricerca per conto di soggetti pubblici e privati. 
È autore di numerosi articoli, saggi e libri, pubblicati nel corso della sua vita professionale, tra cui "Ospedali & Salute" che viene promosso dall'AIOP e presentato annualmente alla Camera dei deputati.